# Коннер, Лоуренс
Лоуренс Коннер (англ. Lawrence Konner) — американский сценарист и автор эпизодов таких сериалов как «Подпольная империя» и «Клан Сопрано», был членом совета директоров Гильдии писателей Америки и бывшим креативным директором Института Сандэнса. Является членом Академии кинематографических искусств и наук.

## Биография
Коннер вырос в еврейской семье. Его карьера началась в качестве сценариста для телевизионных шоу «Little House on The Prairie» «Family» и «Remington Steele».
Также он написал эпизоды сериала по HBO «Клан Сопрано», один из которых был номинирован на премию «Эмми» за выдающиеся достижения в драматургии. Был сценаристом и соисполнительным продюсером сериала HBO «Boardwalk Empire». Был сценаристом и соисполнительным продюсером сериала «Волшебный город», премьера которого состоялась в январе 2012 года на канале Starz.
Вместе с Марком Розенталем работал над фильмом «Легенда о Билли Джин». За ним последовали фильмы «Жемчужина Нила», «Супермен IV: В поисках мира» и «Звёздный путь VI: Неоткрытая страна», а также перезагруженные версии «Деревенщина в Беверли-Хиллз», «Могучий Джо Янг» и «Планета обезьян». Среди других сценариев — «Улыбка Моны Лизы», «Флика» и «Меркурий в опасности».

## Документальные фильмы, снятые и спродюсированные Коннером
В 1995 году Коннер продюсировал и снял короткометражный документальный фильм «Одна вещь, которую я знаю», премьера которого состоялась на кинофестивале «Сандэнс», показанный на Каннском кинофестивале и получивший специальный приз жюри на кинофестивале в США. В 2003 году через свою независимую компанию «The Documentary Campaign» Коннер выпустил полнометражный документальный фильм «лица, представляющие интерес» о незаконных задержаниях тысяч мусульман после 11 сентября, премьера которого состоялась на кинофестивале «Сандэнс» и который получил гуманитарную премию «Международная амнистия». В 2005 году Коннер снял фильм « Zizek!», документальный фильм, который показывает жизнь философа Жижека Славой.

## Личная Жизнь
Его первой женой была Ронни Венкер, у них двое детей-Дженнифер и Джереми. в 2006 году он женился на журналистке и романистке Зои Хеллер, она ему родила двух дочерей и в 2010 году пара рассталась.

## Фильмография
- Семья / Family (1976) (ТВ)
- Маленький домик в прериях / Little House on the Prairie (1977) (ТВ)
- Жемчужина Нила / The Jewel of the Nile (1985) (с Марком Розенталем)
- Супермен 4: Борьба за мир / Superman IV: The Quest for Peace (1987) (с Марком Розенталем)
- Часы отчаяния / Desperate Hours (1990) (с Марком Розенталем)
- Иногда они возвращаются / Sometimes They Come Back (1991) (ТВ) (с Марком Розенталем)
- Звёздный путь 6: Неоткрытая страна / Star Trek VI: The Undiscovered Country (1991) (с Марком Розенталем)
- Консьерж / For Love or Money (1993) (с Марком Розенталем)
- Деревенщина в Беверли-Хиллз / The Beverly Hillbillies (1993) (с Марком Розенталем)
- Меркурий в опасности / Mercury Rising (1998) (с Марком Розенталем)
- Могучий Джо Янг / Mighty Joe Young (1998) (с Марком Розенталем)
- Планета обезьян / Planet of the Apes (2001) (с Марком Розенталем)
- Клан Сопрано / The Sopranos (2001) (ТВ)
- Улыбка Моны Лизы / Mona Lisa Smile (2003) (с Марком Розенталем)
- Ученик чародея / The Sorcerer’s Apprentice (2010) (с Марком Розенталем)
- Подпольная империя / Boardwalk Empire (2010)
- Множественные святые Ньюарка / The Many Saints of Newark (2021) (с Дэвидом Чейзом)